# Monasterio (Palencia)

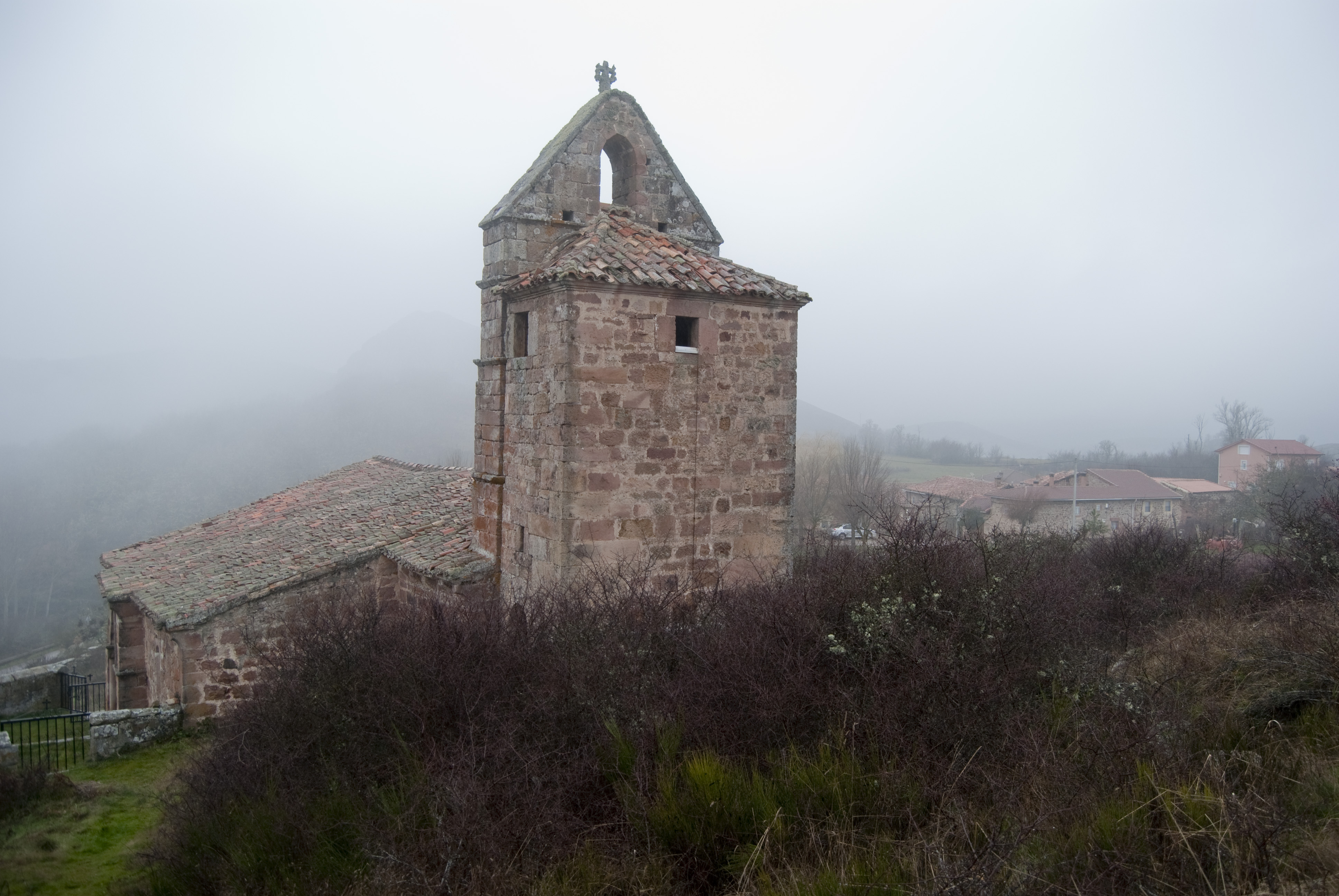
Pueblo de Monasterio. Palencia. España. Iglesia de la Asunción de Nuestra Señora en primer plano.

Monasterio es una localidad de la provincia de Palencia (Castilla y León, España) que pertenece al municipio de Salinas de Pisuerga.

## Geografía
En la comarca de la Montaña Palentina, al oeste de Bustillo de Santullán, en la PP-3123 de Salinas a Porquera, desde donde se accede por la carretera provincia PP-2124. Situado en un collado, a 1115 m s. n. m., lo que le convierte en el balcón que domina la vega del Pisuerga.

## Demografía
Evolución de la población en el siglo XXI
| Gráfica de evolución demográfica de Monasterio entre 2000 y 2020   |
|                                                                    |
| Población de derecho (2000-2020) según el padrón municipal del INE |

## Situación administrativa
Pedanía cuyo Alcalde Pedáneo es D. Emiliano Valle Redondo del Partido Popular.

## Historia
A mediados del siglo XIV, según el Becerro de las Behetrías de Castilla, es lugar en su mayoría solariego de Gonzalo González Guadiana y de sus hijos, así como de Pedro Ruiz Calderón. También figura como abadengo del Monasterio de Santa María la Real de Aguilar de Campoo, que tiene un vasallo.

Junto con Villanueva de la Torre, aparece en 1753 como lugar de señorío de la Exma. Sra. Marquesa de Villena y Aguilar.

A la caída del Antiguo Régimen la localidad se constituye en municipio constitucional, entonces conocido como Monasterio y Villanueva que en el censo de 1842 contaba con 14 hogares y 73 vecinos, para posteriormente integrarse en Santa María de Nava.
En la actualidad, año 2014, quedan muy pocos vecinos y su uso es casi mayoritariamente veraniego.

## Patrimonio
- Altar votivo de ‘Pupius Censor’[6]

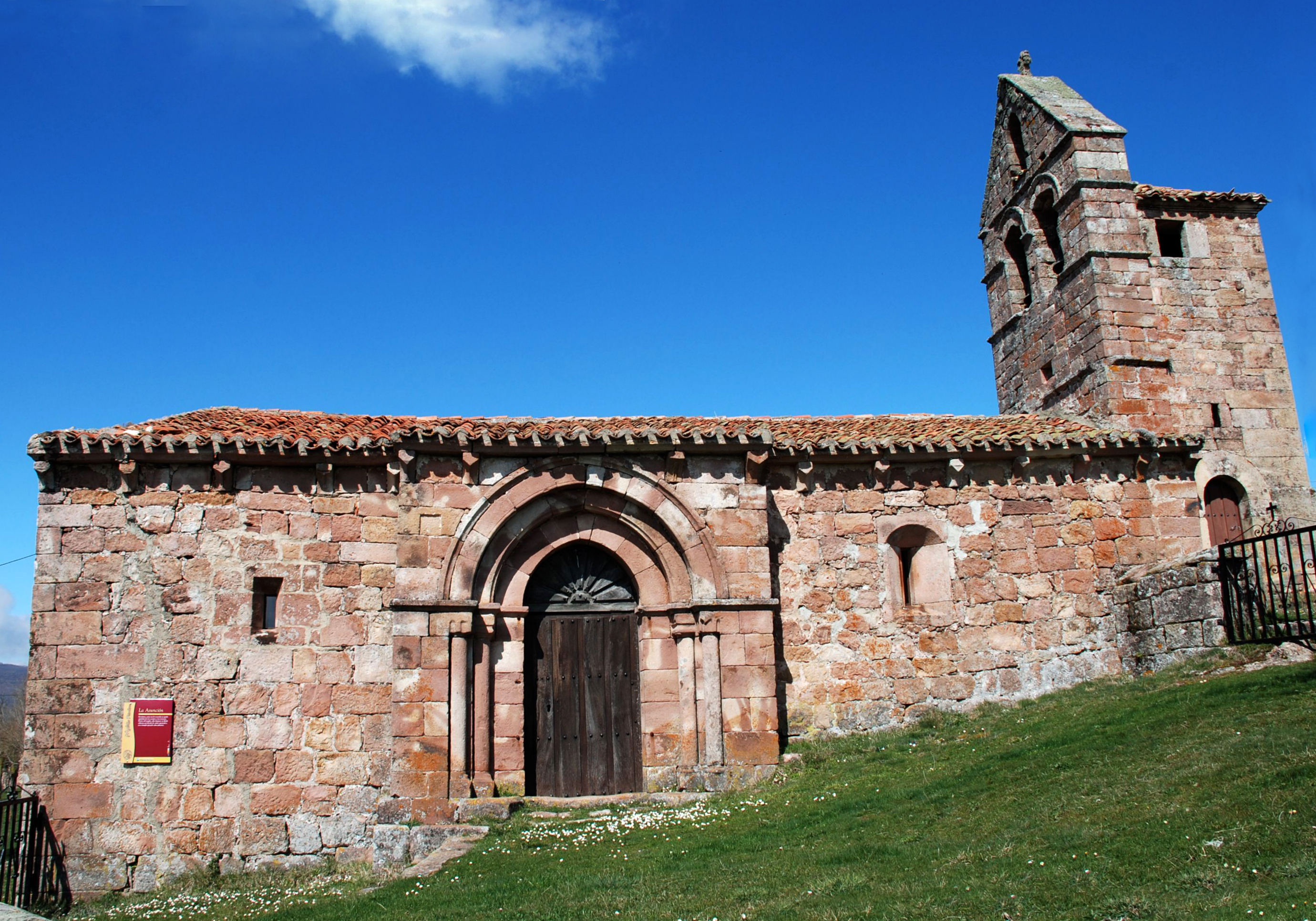
Iglesia de La Asunción.

- Iglesia católica de la Asunción de Nuestra Señora de estilo románico. Es un edificio rectangular, de nave única (siglo XIII) a la que se adhiere otro cuerpo rectangular meridional que funciona como sacristía reaprovechando el material existente. Interiormente destaca su ábside cubierto con bóveda de cañón apuntada y arco triunfal apoyado sobre pilastras.[7] Una torre cuadrangular postmedieval adosada posibilita el acceso a la espadaña tardorrománica de tres cuerpos y tres troneras.[8]

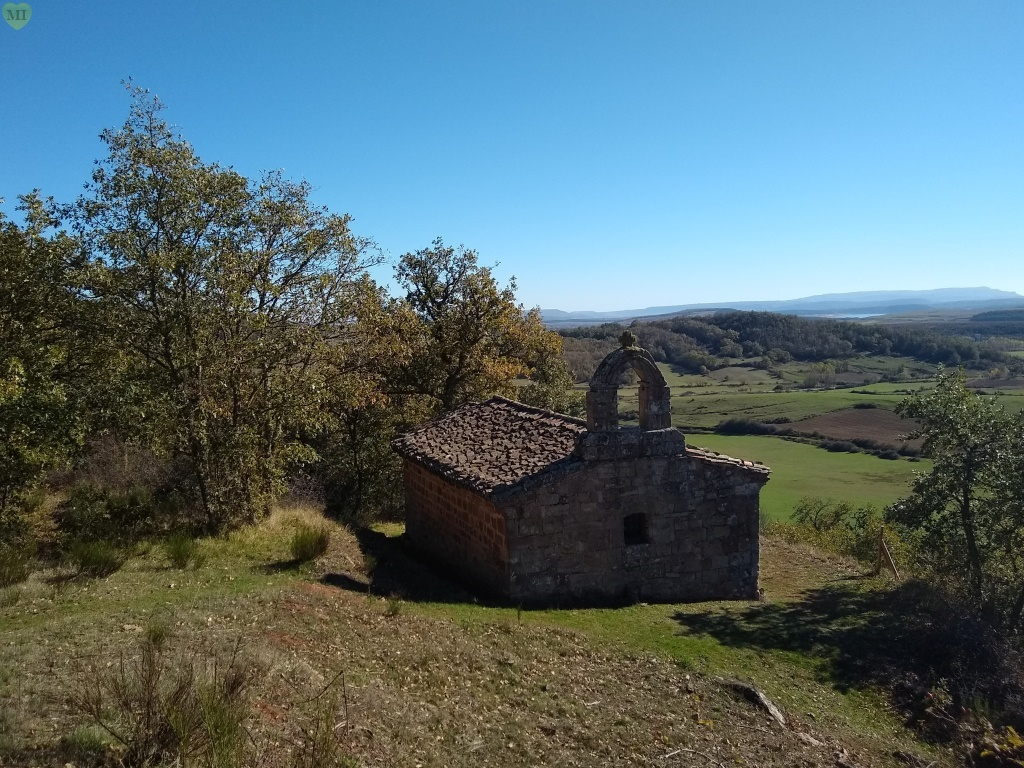
Ermita de Santa Lucía

- Ermita de Santa LucíaErmita de Santa Lucía,[9] edificio de origen románico de corte popular, por tanto difícil de adscribir a movimientos artísticos concretos, pero que autores como García Guinea, engloban en momentos tardíos (siglo XIII) por el tipo de cabecera utilizada.[10]
- Homenaje a la mujer rural. Escultura ubicada en el pueblo, obra de Santiago Labrador García (escultor en piedra y madera), nacido en el pueblo de Monasterio el 1 de mayo de 1942. Santiago se inspiró en la imagen de su madre, María Pilar García Diez (Monasterio, 12 de octubre de 1908 - 2012).

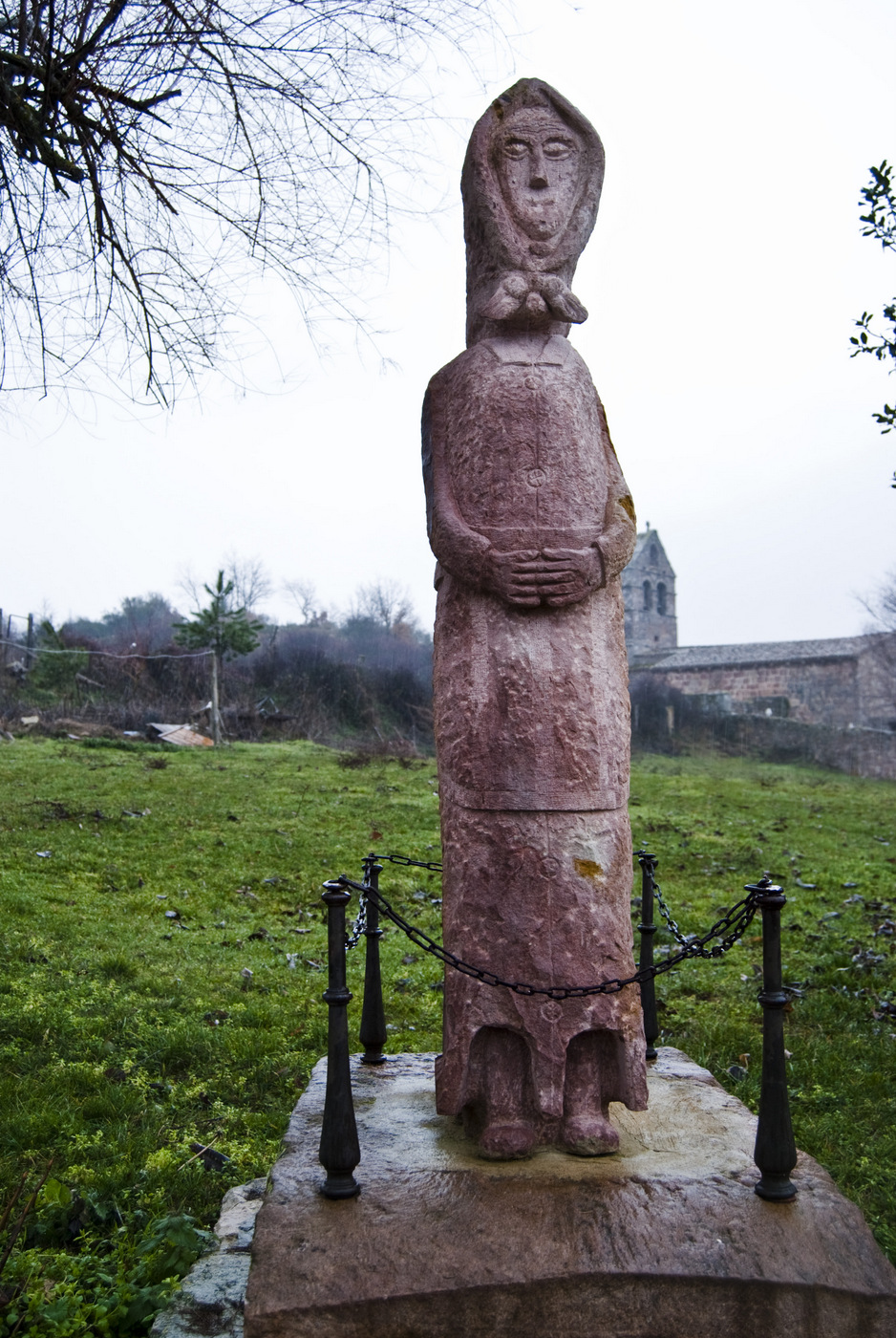
Homenaje a la Mujer Rural, en Monasterio.